# هيساشي نوزاوا
هيساشي نوزاوا (باليابانية: 野沢尚)‏ (7 مايو 1960 في ناغويا - 28 يونيو 2004 في ميغورو، طوكيو) روائي، وكاتب سيناريو، وكاتب من اليابان.

## روابط خارجية
- هيساشي نوزاوا على موقع IMDb (الإنجليزية)
- هيساشي نوزاوا على موقع قاعدة بيانات الأفلام السويدية (السويدية)
- هيساشي نوزاوا على موقع قاعدة بيانات الفيلم (الإنجليزية)